# Hygeberht
Hygeberht (ook wel gespeld als Hygebeorht, Higbert of Hygebald; overleden na 803) was vanaf 779 bisschop van Lichfield (in het huidige Staffordshire in Engeland) en na de verheffing van Lichfield tot aartsbisdom (na 787) ook aartsbisschop van Lichfield. De verheffing van zijn diocees tot aartsbisdom gebeurde tijdens het bewind van de machtige Mercische koning Offa. Hoewel er weinig over zijn achtergrond bekend is, was Hygeberht waarschijnlijk afkomstig uit het koninkrijk Mercia.
Offa slaagde erin om Lichfield tot aartsbisdom te verheffen, maar de stijging in status van Lichfield was niet populair bij de aartsbisschop van Canterbury, het andere zuid-Engelse aartsbisdom. Offa werd waarschijnlijk gemotiveerd door zijn wens om de status van zijn koninkrijk te vergroten en de kerkelijke aangelegenheden van zijn koninkrijk te bevrijden van de inmenging van een aartsbisdom dat onder een ander koninkrijk viel, en mogelijk ook door de noodzaak om de kroning van Offa's opvolger, tegen wie de aartsbisschop van Canterbury zich had verzet, zeker te stellen. Na Offa's dood werd uiteindelijk zijn verre verwant Coenwulf koning. Hij zond een petitie naar de paus om Lichfield weer een normaal bisdom te laten worden. De paus zegde dit in 803 toe; tegen die tijd werd Hygeberht zelfs niet meer als een bisschop beschouwd: hij werd in 803 als een abt vermeld tijdens de synode waar de demotie van Lichfield werd besproken. De datum van zijn overlijden is niet bekend.

## Voetnoten
1. ↑  Williams, Kingship and Government, blz. 28